# جان مارك فيراتغ
جان مارك فيراتغ (10 أكتوبر 1959

 في كازيريس) (بالفرنسية: Jean-Marc Ferratge)‏ لاعب كرة قدم فرنسي معتزل كان يجيد اللعب في مركز المهاجم.
لعب فيراتغ في أندية بوردو (1977-1980) نيم (1980-1982) تولوز (1982-1986) موناكو (1986-1991) بوردو مجددا (1991-1992).
شارك فيراتغ مع منتخب فرنسا في مباراة دولية واحدة من دون أن ينجح في تسجيل أي هدف في سنة 1982.
تولى فيراتغ تدريب أندية فيتشي (2001-2002) باو (2003-2004).

## روابط خارجية
- جان مارك فيراتغ على موقع قاعدة بيانات كرة القدم.إي يو (الإنجليزية)
- جان مارك فيراتغ على موقع ناشيونال فوتبول تيمز (الإنجليزية)
- جان مارك فيراتغ على موقع عالم كرة القدم.نت (الإنجليزية)